# Powerlifting ai XX Giochi del Commonwealth
Le competizioni di powerlifting ai XX Giochi del Commonwealth si sono svolte il 2 agosto 2014.

## Medagliere
| Posiz. | Nazione     | Oro | Argento | Bronzo | Totale |
| ------ | ----------- | --- | ------- | ------ | ------ |
| 1      | Nigeria     | 4   | 2       | 0      | 6      |
| 2      | Inghilterra | 0   | 1       | 1      | 2      |
| 2      | India       | 0   | 1       | 1      | 2      |
| 4      | Malaysia    | 0   | 0       | 1      | 1      |
| 4      | Kenya       | 0   | 0       | 1      | 1      |
| Totale | Totale      | 4   | 4       | 4      | 12     |

## Podi

### Maschile
| Evento  | Oro                | Argento          | Bronzo        |
| 72 Kg   | Paul Kehinde       | Rolland Ezuruike | Ali Jawad     |
| + 72 Kg | Abdulazeez Ibrahim | Rajinder Rahelu  | Jong Yee Khie |

### Femminile
| Evento  | Oro            | Argento       | Bronzo               |
| 61 Kg   | Esther Oyema   | Natalie Blake | Sakina Khatun        |
| + 61 Kg | Loveline Obiji | Bose Omolayo  | Joyce Wambui Njuguna |